# Športna gimnastika
Športna gimnastika je zvrst gimnastike, pri katerem gre predvsem za akrobatiko, seveda pa telovadce in telovadke odlikuje tudi niz ritmičnih sposobnosti (gibčnost). 
S športno gimnastiko se ukvarjajo tako moški kot ženske. 
Imenujemo jo tudi orodna gimnastika, saj telovadci in telovadke tekmujejo na orodjih. Vsa orodja omogočajo raznolikost gibanja telesa v različnih položajih. Moški tekmujejo na šestih orodjih: na parterju, na konju z ročaji, na krogih, preskoku, bradlji in drogu. Ženske tekmujejo na štirih orodjih: na preskoku, na dvovišinski bradlji, na parterju in gredi.